# 紅暈散紋夜蛾
紅暈散紋夜蛾（学名：Callopistria repleta）为夜蛾科散紋夜蛾屬下的一个种。